# Rivungo
Rivungo è un municipio dell'Angola appartenente alla provincia di Cuando Cubango. Ha 52.888 abitanti (stima del 2006) ed una superficie di 29.510 km².